# Ercavica
Ercavica és una antiga ciutat romana, amb la categoria de municipium, que s'enclava en l'actual terme municipal de Cañaveruelas, (província de Conca), en el límit amb la província de Guadalajara. En època visigoda fou la seu d'un bisbat.

## Història
Claudi Ptolemeu esmentà una Ergaouia (llatí Ergavia), ciutat que segons ell estava situada al nord-oest de les vascones Segia i Alabona i que per tant no era aquesta Ercavica (el seu nom tindria relació amb el riu Arga i podria correspondre a la moderna Arguedas, o bé Berbinzana a la vora del riu Arga). Pel que fa a l'Ercavica de Conca, es menciona per primera vegada en el context de la campanya del 179 aC de Tiberi Semproni Grac per les terres de Celtibèria. Titus Livi, narra com la cèlebre i poderosa ciutat d'Ercavica, impressionada pels desastres soferts per altres pobles del contorn, va obrir les portes als romans. Titus Livi narra que aquesta rendició no va ser sincera i que quan Grac retirava les seves tropes d'una comarca les hostilitats tornaven a començar. La ciutat de la que parla Titus Livi és la ciutat celtibèrica, de la qual la ciutat romana va prendre el nom. Mentre l'actual ciutat romana d'Ercavica està situada sobre un promontori a un marge del riu Guadiela i sobre el pantà de Buendía, la ciutat celtibèrica se situaria a escassos quilòmetres però en el marge contrari del riu, avui inundat per les aigües del pantà. L'accés al parc arqueològic es realitza a través del poble de Cañaveruelas per un camí de terra de 5 km, que es troba ben senyalitzat.
És a partir del segle ii aC quan la ciutat va adquirint l'aspecte típicament romà, amb un traçat regular i delimitada en el seu perímetre per una muralla. De la mateixa manera comptava amb els edificis tant públics com privats propis d'una ciutat romana. Serà sota el mandat d'August, entre els últims anys del segle I aC i els primers de l'I dC, quan hauria culminat l'edificació de la ciutat. És en el període immediatament posterior (Júlia-Clàudia) quan Ercavica adquireix l'estatus de municipi, dintre de la província Hispania Citerior Tarraconensis. Coincidint aquest període amb l'etapa de major plenitud, durant els segles I dC i II. Seria a partir del segle iii quan la ciutat va sofrint un lent declivi que provocarà el definitiu abandó entre els segles IV i V. Posteriorment la ciutat es coneixerà com a Arcavica i s'esmenta en els Concilis de Toledo.